# مرادآباد (زاهدان)
مرادآباد یا قنات حاجی گل محمد روستایی در دهستان چشمه زیارت بخش مرکزی شهرستان زاهدان استان سیستان و بلوچستان ایران است.

## جمعیت
بر پایه سرشماری عمومی نفوس و مسکن در سال ۱۳۹۵ جمعیت این روستا ۱۳۴ نفر (۳۵خانوار) بوده‌است.